# Слов'янський провулок (Житомир)
Слов'янський провулок — провулок в Корольовському районі Житомира.

## Розташування
Знаходиться на Путятинці. Починається від Цегляного провулка, завершується перехрестям з провулком Табірним.

## Історія
Провулок сформувався 3 1950-х роках на вільних від забудови землях між існуючими садибами Цегляного й Табірного провулків. До 1995 року був частиною Цегляного провулка. У 1995 році виділений в окремий урбанонім з адресацією будівель.